# Żona fil-Baħar fl-Inħawi ta´ Għar Lapsi u ta´ Filfla
Żona fil-Baħar fl-Inħawi ta´ Għar Lapsi u ta´ Filfla este o arie protejată (sit de importanță comunitară — SCI) din Malta întinsă pe o suprafață de 2.628,61 ha, integral pe uscat.

## Localizare
Centrul sitului Żona fil-Baħar fl-Inħawi ta´ Għar Lapsi u ta´ Filfla este situat la coordonatele 35°48′03″N 14°25′19″E / 35.8007°N 14.422°E.

## Înființare
Situl Żona fil-Baħar fl-Inħawi ta´ Għar Lapsi u ta´ Filfla a fost declarat sit de importanță comunitară în august 2010 pentru a proteja un număr necunoscut de specii din flora spontană și fauna sălbatică aflate în arealul zonei.

## Biodiversitate
Situată în ecoregiunea marină mediteraneană, aria protejată conține 2 habitate naturale: Straturi cu Posidonia (Posidonion oceanicae), Recifuri.
La baza desemnării sitului se află un număr nedeclarat de specii protejate.